# Ningbo
Ningbo (en chino, 宁波市; pinyin, Níngbōⓘ en dialecto de Ningbo, Gnin² poq⁷ⓘ) es la segunda ciudad en importancia de la provincia de Zhejiang en la República Popular China. Cuenta, además, con un puerto marítimo, que es el puerto principal de la provincia. Tiene una población de 7.6 millones habitantes y ocupa un área de 9365 km². Está situada al sur de la bahía de Hangzhou, frente al mar de China Oriental.

## Historia
Ningbo es una de las ciudades más antiguas de China, con una historia de más de 6800 años. Conocida como una ciudad comerciante de la ruta de la seda hace más de 2 mil años, y luego como un puerto de gran importancia para el comercio exterior.
Durante las dinastías Tang y Song la ciudad, conocida como Mingzhou (明州), se convirtió en un importante núcleo comercial. Los navegantes portugueses llegaron en 1522. Ningbo fue uno de los primeros puertos que se abrieron a los extranjeros por el Tratado de Nankín, al finalizar la primera guerra del Opio que enfrentó a británicos y chinos.
Durante estas guerras, las tropas británicas ocuparon la ciudad amurallada tras atacar el distrito de Zhenhai, el 10 de octubre de 1841. Las fuerzas de la revolución Taiping ocuparon la ciudad por un periodo de seis meses en 1864.
Hoy en día, la ciudad sigue siendo un importante puerto. En 2008 se culminó la construcción del puente de la bahía de Hangzhou que une Ningbo con la municipalidad de Shanghái.

## División administrativa
Desde septiembre de 2016, la ciudad subprovincial de Ningbo se divide en 6 distritos urbanos, 2 ciudades suburbanas y 2 condados:
- Distrito de Haishu (海曙区)
- Distrito Jiangbei (江北区)
- Distrito Zhenhai (镇海区)
- Distrito Beilun (北仑区)
- Distrito Yinzhou (鄞州区)
- Distrito Fenghua (奉化区)
- Ciudad Yuyao (余姚市)
- Ciudad Cixi (慈溪市)
- Condado Ninghai (宁海县)
- Condado Xiangshan (象山县)

## Toponimia

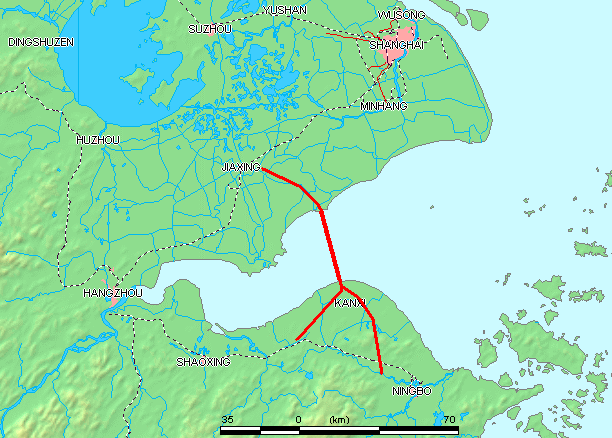
Mapa de la bahía de Hangzhou y el puente donde está abajo a la derecha Ningbo

El primer carácter del nombre de la ciudad es (宁) significa «sereno», mientras que el segundo (波) se traduce como «olas». En conjunto, el nombre significa «olas serenas». La ciudad se abrevia como Yong (甬), por la colina Yong (甬 山), una prominencia costera cercana a la ciudad, como el río Yong (甬江) que fluye a través de Ningbo. La abreviación Ning se usa más comúnmente para Nankín.
Fue nombrada una vez como Mingzhou (明州). El carácter Ming (明) se compone de dos partes, lo que representa dos lagos interiores de la ciudad amurallada, es decir, «el lago del Sol» (日 湖) y «el lago de la Luna» (月 湖).

## Lugares de interés

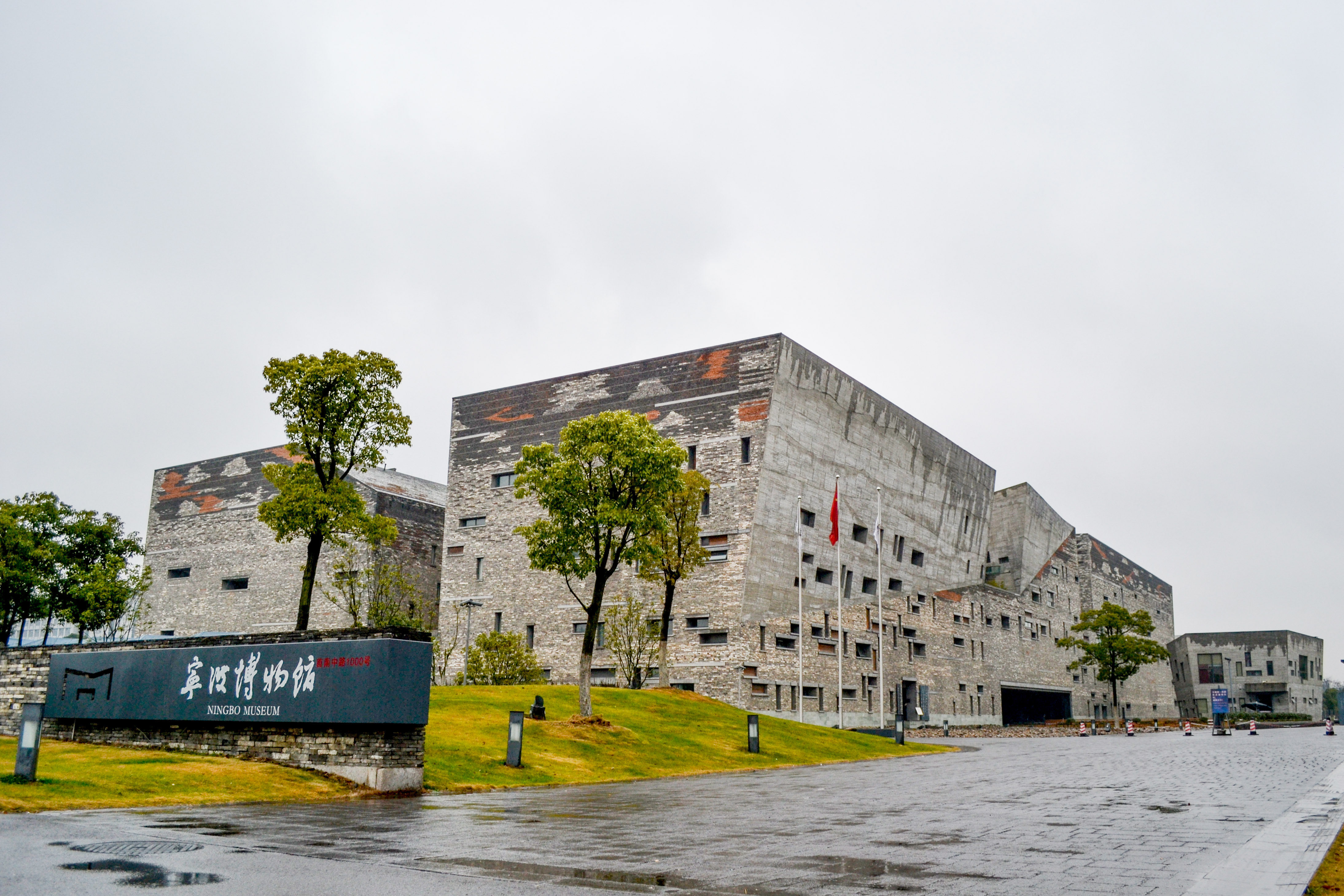
Museo de Ningbo

- El pabellón Tianyi (Tianyi Ge), es una de las atracciones más populares de la ciudad, y está en las cercanías del Lago Luna. Fue construido en 1516 y es considerada la biblioteca más longeva de China, siendo fundada por Fan Qin, un oficial de la dinastía Ming, cuya colección va hasta el siglo XI.
- Templo Baoguo, la estructura de madera más antigua de toda China. Llamado Templo Lingshan en un principio, recibió el nombre de Baoguo durante la dinastía Tang. El edificio principal es del periodo de la dinastía Song, aproximadamente del año 1013. El templo incluye también columnas realizadas durante las dinastías Rang, un salón de la dinastía Ming y dos salones y una torre realizados durante la dinastía Qing.
- Antiguo templo de Chenghuang, construido en 1347 durante la dinastía Ming, es uno de los templos más grandes de toda la ciudad con un área de 4.700 m².
- Templo Asoka, un templo budista de gran antigüedad ya que se construyó en el año 282 d. C. Tiene 600 habitaciones que ocupan un área total de 14 000 m².
- El Museo de Ningbo, diseñado por el arquitecto Wang Shu, que ganó el Premio Pritzker en 2012. Abrió sus puertas en 2008 y se centra en la historia y costumbres tradicionales de la zona de Ningbo.

## Clima
| Parámetros climáticos promedio de Ningbo | Parámetros climáticos promedio de Ningbo | Parámetros climáticos promedio de Ningbo | Parámetros climáticos promedio de Ningbo | Parámetros climáticos promedio de Ningbo | Parámetros climáticos promedio de Ningbo | Parámetros climáticos promedio de Ningbo | Parámetros climáticos promedio de Ningbo | Parámetros climáticos promedio de Ningbo | Parámetros climáticos promedio de Ningbo | Parámetros climáticos promedio de Ningbo | Parámetros climáticos promedio de Ningbo | Parámetros climáticos promedio de Ningbo | Parámetros climáticos promedio de Ningbo |
| Mes                                      | Ene.                                     | Feb.                                     | Mar.                                     | Abr.                                     | May.                                     | Jun.                                     | Jul.                                     | Ago.                                     | Sep.                                     | Oct.                                     | Nov.                                     | Dic.                                     | Anual                                    |
| ---------------------------------------- | ---------------------------------------- | ---------------------------------------- | ---------------------------------------- | ---------------------------------------- | ---------------------------------------- | ---------------------------------------- | ---------------------------------------- | ---------------------------------------- | ---------------------------------------- | ---------------------------------------- | ---------------------------------------- | ---------------------------------------- | ---------------------------------------- |
| Temp. máx. media (°C)                    | 8.3                                      | 8.9                                      | 12.8                                     | 18.9                                     | 23.3                                     | 26.7                                     | 31.7                                     | 30.6                                     | 26.7                                     | 22.2                                     | 16.7                                     | 11.1                                     | 19.8                                     |
| Temp. mín. media (°C)                    | 2.8                                      | 3.9                                      | 7.2                                      | 12.2                                     | 17.2                                     | 21.7                                     | 25.6                                     | 25.6                                     | 21.1                                     | 16.1                                     | 10                                       | 4.4                                      | 14                                       |
| Precipitación total (mm)                 | 57.8                                     | 75.4                                     | 120.4                                    | 120.0                                    | 142.4                                    | 203.0                                    | 144.7                                    | 168.6                                    | 188.5                                    | 86.0                                     | 65.3                                     | 46.2                                     | 1418.3                                   |
| Días de precipitaciones (≥ 1 mm)         | 11.6                                     | 12.7                                     | 17.1                                     | 15.9                                     | 16.1                                     | 16.5                                     | 12.3                                     | 13.8                                     | 13.8                                     | 10.2                                     | 8.8                                      | 8.7                                      | 157.5                                    |
| Horas de sol                             | 123.7                                    | 108.4                                    | 121.7                                    | 142.4                                    | 156.7                                    | 147.8                                    | 243.8                                    | 238.0                                    | 171.5                                    | 166.5                                    | 143.4                                    | 146.1                                    | 1910                                     |
| Humedad relativa (%)                     | 76                                       | 78                                       | 80                                       | 81                                       | 82                                       | 86                                       | 83                                       | 83                                       | 83                                       | 80                                       | 77                                       | 75                                       | 80.3                                     |
| Fuente n.º 1: Weatherbase                |                                          |                                          |                                          |                                          |                                          |                                          |                                          |                                          |                                          |                                          |                                          |                                          |                                          |
| Fuente n.º 2: Ningbo Climate Studies     |                                          |                                          |                                          |                                          |                                          |                                          |                                          |                                          |                                          |                                          |                                          |                                          |                                          |

## Ciudades hermanas
- Ciudad Lázaro Cárdenas - México
- Manzanillo (Colima) - México
- Victoria de Durango - México
- Barcelona - España
- Santos - Brasil
- Manta - Ecuador